# Der Gevatter Tod

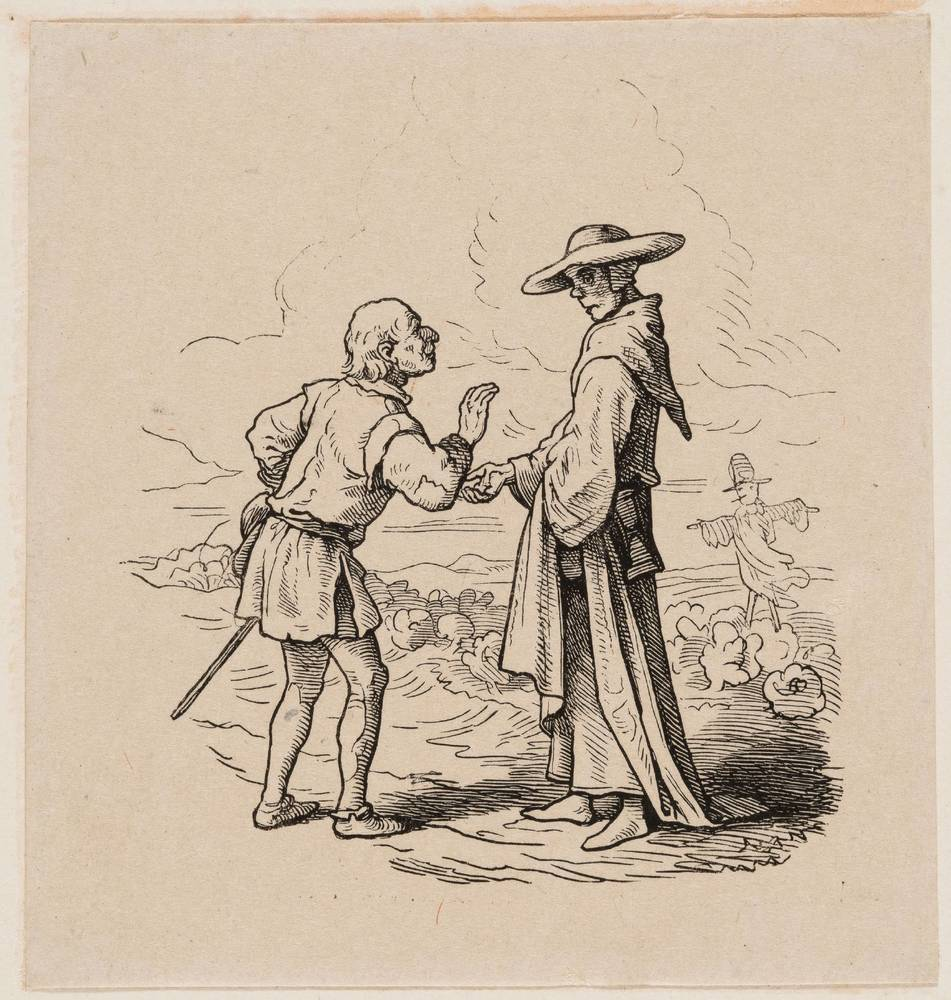
Holzschnitt, Ludwig Richter

Der Gevatter Tod ist ein Märchen (ATU 332). Es steht in den Kinder- und Hausmärchen der Brüder Grimm an Stelle 44 (KHM 44). Ludwig Bechstein übernahm es in sein Deutsches Märchenbuch als Gevatter Tod (1845 Nr. 20, 1853 Nr. 12).

## Inhalt

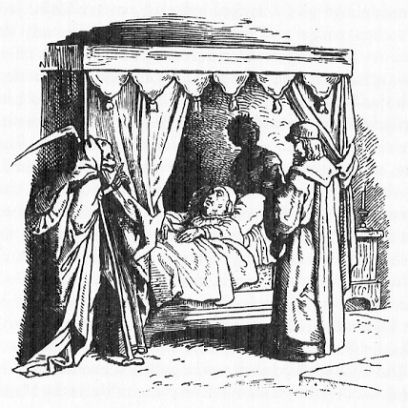
Holzschnitt, Ludwig Richter

Ein verzweifelter armer Mann sucht für sein dreizehntes Kind einen Gevatter (Paten). Doch lehnt er sowohl Gott („du gibst den Reichen und lässt den Armen hungern“) als auch den Teufel („du betrügst und verführst die Menschen“) ab und akzeptiert erst den Tod, „der alle gleich macht“. Der Tod zeigt dem Knaben ein Kraut, womit er Kranke heilen darf, jedoch nur wenn er den Tod bei ihrem Kopf stehen sieht und nicht wenn er zu ihren Füßen steht. Auch warnt der Tod ihn, dieses Gebot nicht zu übertreten. Bald ist er als junger Arzt für seine Klarsicht berühmt und reich. Als der König schwer krank ist, wird der Arzt zu ihm gerufen, jedoch steht der Tod am Fußende des Bettes, eine Heilung ist also nicht erlaubt. Der Arzt lässt jedoch das Bett drehen, wodurch der Tod nun am Kopfende steht, und rettet damit den König. Daraufhin warnt der Tod den Arzt, nicht noch einmal seine Regel zu missachten. Nach einiger Zeit ruft der König den Arzt dann für seine schwerkranke Tochter. Doch auch diesmal steht der Tod am Fußende des Bettes. Der Arzt lässt auch hier, trotz vorheriger Warnung, das Bett drehen, wodurch der Tod nun wieder am Kopfende steht. Der Arzt übergibt der kranken Prinzessin das Kraut, woraufhin sich diese erholt. Kurz darauf führt der Tod den Arzt in eine Höhle, wo die Lebenslichter aller Menschen flackern. Dort sieht der Arzt, dass seine eigene Kerze fast niedergebrannt ist. Er bittet den Tod um Erbarmen, jedoch verlängert der Tod seine Lebenskerze nicht. Sein Licht erlischt und er stirbt.

## Herkunft

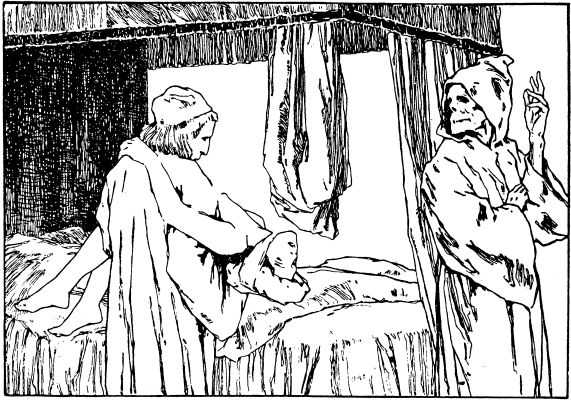
Illustration von Otto Ubbelohde, 1909

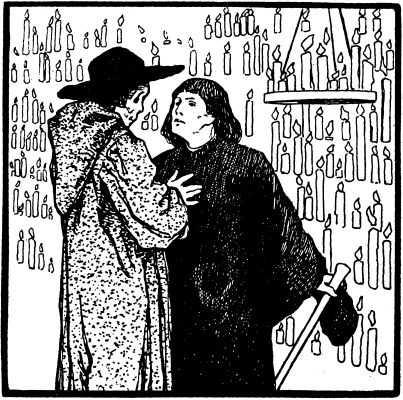
Illustration von Otto Ubbelohde, 1909

In der 1. Auflage von 1812 fehlt der Satz „So sprach der Mann, weil er nicht wusste, wie weislich Gott Reichtum und Armut verteilt“. Der Teufel kommt nicht vor. Statt am Kraut lässt der Doktor die Kranken an einem Fläschchen riechen und salbt ihnen damit die Füße. Sein Gevatter Tod bringt ihn zuletzt nicht um, sondern zeigt ihm nur sein schwaches Licht unter den übrigen: „Das ist dein Leben, hüt’ dich!“ Heinz Rölleke erklärt solche Änderungen als Reaktion der Brüder Grimm auf Kritik an ihren Märchen, hier wohl der Vorwurf der Areligiösität. In einem Schlussfragment aus Grimms Nachlass erbittet der Arzt ein letztes Vaterunser und legt den Tod herein, indem er es nicht zu Ende betet (vgl. KHM 81, 86).
Grimms Anmerkung notiert „Aus Hessen“ (von Marie Elisabeth Wild), wo der Arzt aber nur gewarnt wird, vorliegender Schluss stamme aus Schillings Abendgenossen 3, 145-286. Das Alter des Märchens beweise auch ein Meistergesang von Hans Sachs, 1553, in einem weiteren von Heinrich Wolf weise erst der Teufel, dann der Tod den Bauern ab. In Jakob Ayrers Fastnachtspiel vom „Baur mit seim Gevatter Tod“ weist er Jesus und den Teufel ab, der schickt ihm den Tod, der Gevatter steht. Sie nennen noch Praetorius’ Glückstopf „S. 147–149“, Pröhles Kindermärchen Nr. 13, Wolfs Hausmärchen „S. 365“. Sie bemerken, wie die Vorstellung der Lebenslichter auch in der Redensart „das Lebenslicht ausblasen“ anklingt, auch im griechischen Mythos sei das Leben an ein brennendes Scheit gebunden. Jacob Grimm untersuchte diese Vorstellung auch in Bezug auf das Märchen in seiner Deutschen Mythologie und verwendet es später in der Vorrede zum Deutschen Wörterbuch: „meine Tage, nach dem gemeinen menschlichen losz, sind nahe verschlissen, und das mir vom lebenslicht noch übrige endchen kann unversehens umstürzen“. Die Brüder Grimm gaben 1815 gemeinsam Hartmann von Aues Der arme Heinrich heraus, wo es heißt:
Dirre werlte veste,
ir staete und ir beste
und ir groeste mankraft,
diu stât âne meisterschaft.
des muge wir an der kerzen stehen
ein wârez bilde geschehen,
daz sî zeiner aschen wirt
iemitten daz sî lieht birt.
Auch die Wendung „da war für ihn kein Kraut mehr gewachsen“ ist verbreitet, so auch in Hans Sachs’ Gedicht Gevatter Tod (1547):
Darumb ist das als sprichwort war:
Kain krawt sei für den dot gewachsen,
Wirt auch verschonen nit Hans Sachsen.
Der Arzt benutzt das Lebenskraut trotzdem und hofft, der Tod drücke „wohl ein Auge zu“, der droht ihm „Du hast mich hinter das Licht geführt“ (vgl. KHM 7, 61), „so geht dir's an den Kragen“ (ab 6. Aufl.; vgl. KHM 27, 29, 171, 199), der aber „alle Gedanken in den Wind schlug“, da heißt es „es ist aus mit dir und die Reihe kommt nun an dich“, und er war nun selbst „in die Hand des Todes geraten“ (vgl. KHM 60, 71, 85).
Hans-Jörg Uther zufolge war eine maßgebliche Vorlage Jakob Ayrers Fastnachtspiel Der Baur mit seim Gevatter Tod, das Jacob Grimm kannte, im Schlussteil auch eine Erzählung in Friedrich Gustav Schillings Abendgenossen. Vgl. KHM 27a Der Tod und der Gänshirt. Der Märchentext sei in die Nähe des Exempels zu stellen und ähnele vielen allegorischen Geschichten aus Spätmittelalter und Früher Neuzeit. Ähnlich ist KHM 42 Der Herr Gevatter. In der ältesten Fassung des Typs, die Bischof Jón Halldórsson wohl aus lateinischen Quellen schuf und die später in Hugo Gerings Islendzk aeventyri und Albert Wesselskis Märchen des Mittelalters als Der Königssohn und der Tod erschien, verbringt der junge Mann eine Lehrzeit bei einem alten weisen Mann, der sich dann als der Tod herausstellt. In manchen Märchen erhält der Vater die Gabe, und erst sein Sohn versucht dann, den Tod zu überlisten. Der Ort der Lebenslichter kann unterschiedlich aussehen. Mitunter wird der Tod geprellt, indem Zeit für ein letztes Vaterunser erbeten und nicht zu Ende gebetet wird (Wolfs Deutsche Hausmärchen, Nr. 36 Das Schloß des Todes), oder der Tod überlistet ihn wiederum, das Gebet zu beenden. In Jurjen van der Koois Friesische Märchen, Nr. 31 Der Tod als Arzt obsiegt die Bindung der Liebenden. Ulrich Jahns Der Schlüssel in Volksmärchen aus Pommern und Rügen, Nr. 9 ähnelt Grimms Ferenand getrü und Ferenand ungetrü oder Pëtr Pavlovič Eršovs Höckerrösslein. Vgl. bei Jahn auch Nr. 10 Das Patenkind des Todes.

## Bilder
Auch die auf der Volkssage, dass ein Kranker sterben müsse, wenn der Tod am Fußende des Krankenbettes steht, beruhende Kupferstich-Folge des niederländischen Künstlers Salomon von Rusting aus dem Jahr 1707, schildert eine ähnliche Situation, in welcher der Tod am Kopfende des Bettes steht, aber dennoch, während der Arzt noch mit der Uroskopie beschäftigt ist, eine junge Frau aus der Familie des Kranken am Arm berührt und damit zu sich holt. Von Franz von Pocci gibt es Illustrationen zu einer Gedichtfassung um 1845.

## Rezeptionen
Ludwig Bechstein hält sich in Deutsches Märchenbuch mit Gevatter Tod an Grimms Fassung, lässt aber die Prinzessin schon am Bett des Königs auftreten und für ihren Vater flehen. Bechstein nennt auch Hermann Schiffs Gevatter Tod. Eine Mährchen-Novelle (1838), sowie eigene Werke: Der Herr Gevatter, einem Märchen nacherzählt in Zeitspiegel 2 (1832), Der Herr Gevatter in Novellen und Phantasieblüthen (1835) und Gevatter Tod, ein Märlein in Geschichten und Lieder mit Bildern als Fortsetzung des Festkalenders von Franz Pocci 3 (um 1845). Vgl. auch Die drei dummen Teufel in Bechsteins Deutsches Märchenbuch, auch Des Teufels Pate in der Ausgabe von 1845, oder das bretonische Märchen Der gerechte Mann, in dem allerdings der Vater des Knaben als Freund des Todes in den Mittelpunkt tritt. Constantin Hering beschreibt (ca. 1830), wie er auf Verreiben von Lachesis benommen das Märchen wiedergab. B. Travens Novelle Macario (1950) (auch unter dem Titel: Der dritte Gast), die 1953 durch die New York Times zur besten Kurzgeschichte des Jahres gewählt wurde, ist die leicht variierte Übertragung des Märchens Der Gevatter Tod in ein mexikanisches Umfeld. Anne Sexton erzählt es als Gedicht in Transformations (1971). In Whitley Striebers Roman Cat Magic wird Gevatter Tod als alte Geschichte aus dem Matriarchat erzählt, mit Schauermotiven wie Grimms Der Herr Gevatter. Die Ärztin entkommt und ist verjüngt. Terry Pratchett schrieb Gevatter Tod (1987). In Jane Yolens Parodie rettet er die Prinzessin und wird gehängt, weil er sie heiraten will. Der Heiler Anthony William erzählt eine ähnliche Einweihungsgeschichte von sich.

## Interpretation
Laut Anthroposoph Rudolf Meyer ist die Todesmacht immer, und zwar in verknöchernden Kräften von oben nach unten im Leib tätig. Der Arzt ist also hellsichtig. Er darf nicht „gegen das Schicksal“ heilen. Meyer nennt auch eine Schweizer Fassung vom „Gerechten Götti“. Edzard Storck zufolge führt die amoralisch wertfreie Haltung an eine Grenze, Heilung geschieht gleichsam mit dem Tod. Das Schlussbild erinnere an Platons Gedanken in Politeia, wonach die Zahl der menschlichen Seelen immer gleich groß ist. Überraschend erscheint, dass der Tod bei den Füßen eine tödliche Krankheit darstellt und beim Kopf eine harmlose. In einigen Erzählungen ist es umgekehrt. Damit wird vielleicht angedeutet, dass der Tod die Menschen ja nicht vernichtet, sondern ihnen nur die physische Erdhaftung nimmt. Geht man weiterhin von einer Interpretation des Königs und seiner Tochter als Geist und Seele aus, handelt der Arzt vielleicht weise trotz seiner Vermessenheit, den Tod zu manipulieren, da er die geistige und seelische Gesundheit bewahrt. Hedwig von Beit deutet es so, dass am Kopf das Bewusstsein herrscht, zu Füßen die Unterwelt, letztlich verfügt der Tod aber frei. Er sei hier als geistiger Vater zu verstehen und vereint in sich Licht und Dunkelheit. In einer isländischen Variante lehrt er den Helden.
Das Unglück des 13. Kindes treibt den armen Vater zum kopflosen Hilferuf an den Paten, von dem wie vom Arzt übernormale Fähigkeiten erwartet werden. Gott und Teufel lehnt er ab wegen Ungerechtigkeit bzw. moralischer Zweideutigkeit. Die Direktheit des Todes (der unabhängig von jeglicher Religion handelt) spricht ihn an. Sein Sohn erbt ihn als Lebensthema. Der Tod als Gleichmacher (in „gleich“ steckt ‚leich‘, also ‚denselben Körper habend‘) ist Gleichnis für die Paradoxien im Leben. Der Todeswunsch des verzweifelten Vaters wandelt sich im Sohn, das entspricht auch der Bedeutung der Taufe (Röm 6,3 ). Der Tod führt ihn zum Kraut im Walde, d. h. zur Heilkraft im Unbewussten (vgl. Die drei Schlangenblätter, Gilgamesch). Der Arzt ist stets nur Heilgehilfe der Natur oder der Seele. Dabei sind Nahtoderfahrungen bzw. Synchronizitätsereignisse besonders eindrucksvoll. Auch im griechischen Mythos ist die Welt zwischen Zeus, Poseidon und Hades aufgeteilt. Hades ist auch unsichtbar, der Eingang zu seiner Unterwelt liegt auch in Höhlen. Als Pluto verfügt er über Heilpflanzen und Reichtum. Herakles will ihn überlisten. Asklepios, der berühmteste Arzt der antiken Welt, lernte beim heilkundigen Chiron, dem Bruder des Totenfährmanns Charon, fand auch ein Heilkraut und wurde von Zeus’ Blitz erschlagen. Die Methode seiner Nachfolger umfasste einen Heilschlaf, wobei der Gott im Traum das Heilmittel verkündete (der Schlaf galt als des Todes Bruder). Nach Paracelsus basiert Heilkunde auf Erkenntnis vom „Licht der Natur“ (Philosophie), auf dem Wissen um die „Zeitigung“ des Todes (Astronomie), an die man sich halten muss, und auf Kenntnis der Heilmittel (Alchemie). Man kann Größenphantasien bei einem so erfolgreichen jungen Arzt vermuten. Erstmals überwirft er sich als Trickster mit einer seiner Vatergestalten, um eine schon kranke Herrschaft künstlich zu verlängern, obwohl er nur sagen sollte „ob Genesung möglich wäre“. Die zweite Wunderheilung ist durch die Liebe motiviert, die durch schwierige Elternhäuser erschwert ist. Die Jenseitsfahrt in die Höhle mit Lichtern, tiefenpsychologisch eine Fahrt ins Unbewusste mit Tod und Wiedergeburt des Ich, entspricht einer Schamanenweihe oder der Geburt in psychedelischen Erfahrungen. Die göttliche Strafe, wie bei Prometheus’ Feuerraub oder der Vertreibung aus dem Paradies, ist typisch abendländisch.
Eugen Drewermann zeigt, wie die Ablehnung herrschender Zwangsdogmen, nach denen Ablehnung des „lieben Gottes“ zur Verführung durch den Teufel (Mt 4,1–11 ) hätte führen müssen, bei der Lebenserfahrung des armen Mannes keine psychologische, sondern eine moralische Frage ist. Dieser praktische Atheismus und Pragmatismus passt zur modernen Medizin. Durch das Wagnis der Liebe wird der Arzt wieder Mensch und der Tod sein Feind (vgl. Inanna, Isis, Alkestis, Orpheus). Wie mit der Verzweiflung umgegangen werden soll, bleibt offen. Homöopathen verglichen das Märchen mit den Arzneimittelbildern von Causticum Hahnemanni und Plumbum.

## Filme
- Gevatter Tod, Trickfilm, Astoria-Film, Österreich 1922 (Regie: Heinz Hanus)
- Darbujan a pandrhola (Gevatter Tod), Spielfilm, 80 min., Tschechoslowakei 1960 (Regie: Martin Frič)
- Gevatter Tod, Spielfilm, DEFA-Film, 76 min., DDR 1980 (Regie: Wolfgang Hübner, Hauptdrehort: historische Altstadt von Görlitz)
- Gurimu Meisaku Gekijō, japanische Zeichentrickserie 1987, Folge 47: Gevatter Tod
- Macario, mexikanischer Film 1960 nach der auf dem Märchen beruhenden Erzählung Der dritte Gast von B. Traven.

## Hörspiele
In den Jahren 1951 und 1954 entstanden beim NWDR Hamburg und bei Radio Bremen zwei Hörspiele in niederdeutscher Sprache unter dem Titel Krut gegen den Dood (Kraut gegen den Tod) auf Grundlage des Märchens, welches von dem niederdeutschen Dichter Hans Heitmann neu gestaltet wurde und mit einem veränderten Schluss, in dem der Herrgott in das Geschehen eingreift und die jungen Leute frei gibt, versehen hat.
Angaben zu den Produktionen:
- 1951: Krut gegen den Dood – Musik: Otto Tenne; Regie: Hans Freundt, mit Hans Mahler (Der Herrgott), Hartwig Sievers (De Dood), Otto Lüthje (De Leege), Heinz Lanker (De Vadder), Heidi Kabel (De Mudder), Erwin Wirschaz (De Jung, naaher Dokter), Walter Scherau (De Senater), Georg Pahl (De Fährmann), Irmgard Harder (Stine) u. a.

Abspieldauer: 45'50 Minuten.
Das Tondokument ist noch erhalten.
- 1954: Kruut gegen den Dood – Musik: Otto Tenne; Bearbeitung: Eberhard Freudenberg; Regie: Walter A. Kreye, mit Georg Gläseker (Us Herrgotts Stimm), Heinz Burmeister (De Dood), Hans Robert Helms (De Leege), Bernd Wiegmann (De Vadder), Ruth Bunkenburg (De Mudder), Jochen Schenck (De Jung, naher Dokter) u. a.

Abspieldauer: 84'57 Minuten.
Das Tondokument ist noch erhalten.